# 米洛維采

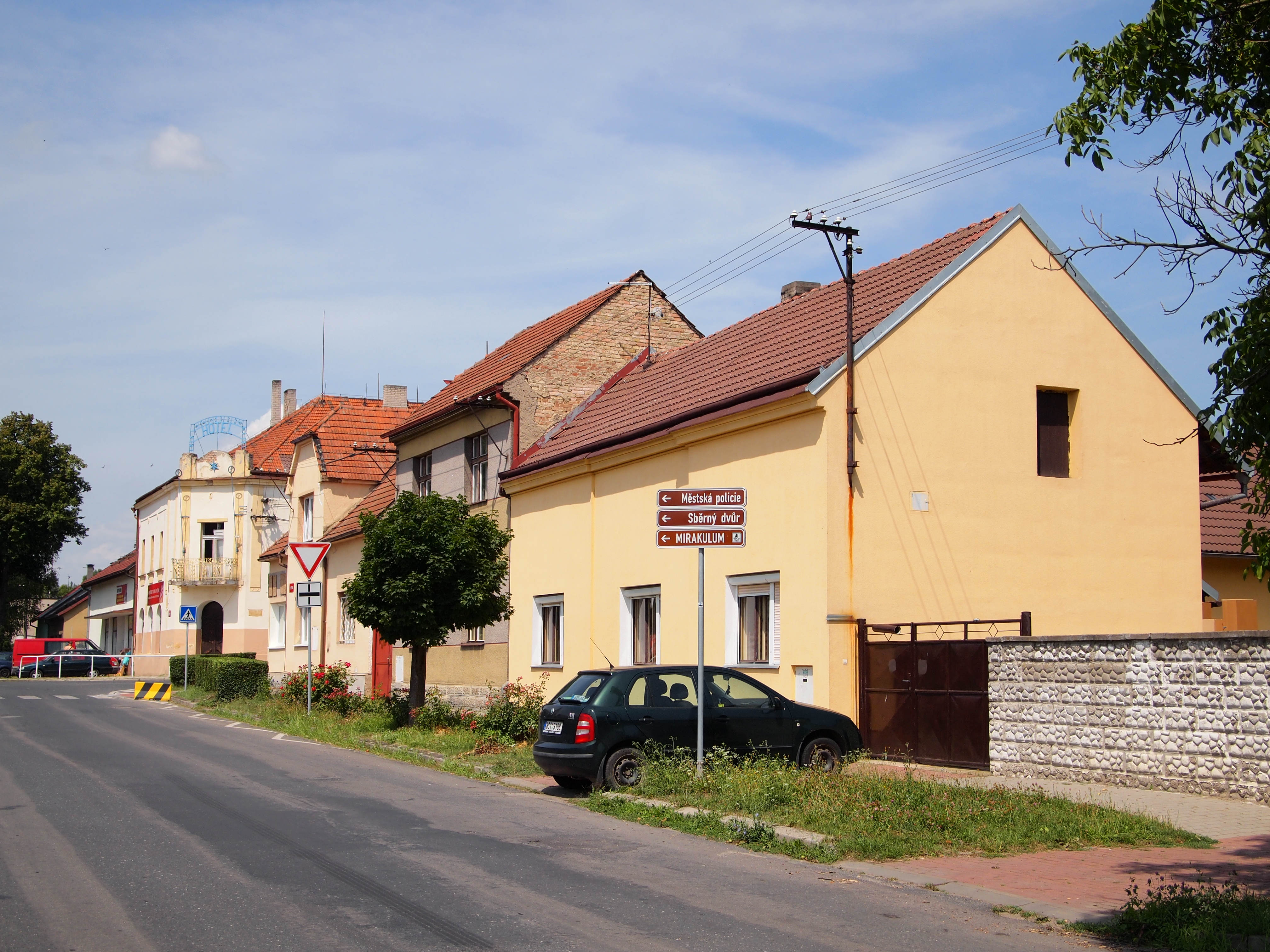
Milovice

米洛維采是捷克的城鎮，位於該國北部，距離首都布拉格38公里，由中波希米亞州負責管轄，面積31.19平方公里，海拔高度221米，2011年人口總數為 9,607。

## 外部連結
- Municipal website （页面存档备份，存于）
- Milovice - regional information portal （页面存档备份，存于）